# Ken Magowan
Ken Magowan (* 22. Juli 1981 in Kelowna, British Columbia) ist ein kanadischer Eishockeyspieler. In der deutschen Eishockeyliga war er für die Grizzly Adams Wolfsburg und Adler Mannheim aktiv. In der österreichischen Eishockeyliga spielte er für die Vienna Capitals.

## Karriere

### Juniorenzeit und Karrierebeginn in Nordamerika
Ken Magowan begann seine Karriere bei den Vernon Vipers, für die er von 1998 bis 2000 in der British Columbia Hockey League aktiv war. Die British Columbia Hockey League (BCHL) ist eine von 10 kanadischen Junioren Eishockeyligen, welche der zweitklassigen Canadian Junior Hockey League (CJHL) angehören. Bereits in seinem ersten Jahr für die Vipers konnte er mit seinem Team sowohl die Meisterschaft der BCHL als auch den Royal Bank Cup, die Meisterschaftstrophäe der CJHL, gewinnen.
Anschließend wurde er im NHL Entry Draft 2000 in der siebten Runde als insgesamt 198. Spieler von den New Jersey Devils ausgewählt, für die der Flügelstürmer allerdings nie auf dem Eis stand.
Zunächst spielte er vier Jahre lang für die in der Amerikanischen Universitätsliga NCAA organisierte Eishockeymannschaft der Boston University. Gegen Ende der Saison 2003/04 gab Magowan sein Debüt im professionellen Eishockey, als er fünf Mal für das Farmteam der New Jersey's, die Albany River Rats aus der American Hockey League (AHL), spielte. Im Trainingscamp der Rats für die Saison 2004/05 waren viele talentierte Spieler wie Zach Parise, Cam Janssen oder Ahren Nittel, so dass Magowan nur für Albany auflief, als Janssen und Brett Clouthier gesperrt waren. Obwohl er in seinen 4 Einsätzen 4 Punkte (2 Tore) erzielen konnte, erhielt er nach Rückkehr der Gesperrten für die Rats keine weiteren Einsatzzeiten mehr. So spielte der Linksschütze die meiste Zeit in der Saison für die Augusta Lynx in der drittklassigen ECHL für welche er 49 Scorerpunkte, darunter 21 Tore erzielte und dafür in das ECHL All Star Team der Saison gewählt wurde.
Zur Saison 2005/06 wechselte er innerhalb der ECHL zum Team Toledo Storm,  für welche er in den ersten 10 Saisonspielen 9 Tore sowie 8 Assists erzielte und daraufhin ein Probeengagements bei den AHL-Teams Philadelphia Phantoms und im späteren Saisonverlauf bei den Rochester Americans erhielt. Auch die Saison 2006/07 begann er bei Toledo und konnte sich mit seiner Leistung wieder für das ECHL All-Star Game qualifizieren, woraufhin er die Spielzeit bei den Bridgeport Sound Tigers mit 29 Einsätzen in der AHL fortsetzte.

### Wechsel nach Europa – 6 Jahre DEL
Da Toledo Storm den Spielbetrieb nach der Saison 2006/07 einstellten, wechselte der in seiner Jugend auch Fußball spielende Magowan – seine Eltern kommen mit der Mutter aus Peru sowie dem Vater aus Schottland von typischen Fußballnationen – nach Europa, wo er die Saison 2007/08 für den Aufsteiger in Deutschlands 2. Eishockeybundesliga beim SC Riessersee spielte. Hier konnte er mit 50 Scorerpunkten in 50 Spielen überzeugen und insbesondere mit 26 Saisontoren war er einer der besten Torschützen der Liga und hinter Brad Self bester Torschütze seines Vereins, so dass er für die folgende Saison 2008/09 in Deutschlands Top-Eishockeyliga DEL zu den Grizzly Adams Wolfsburg wechselte.
Bereits in seiner ersten DEL-Saison wurde Magowan am Ende der Hauptrunde mit 29 Toren bester Torschütze der Liga, so dass sein Vertrag bereits im Laufe der Saison von den Niedersachsen um weitere 2 Jahre verlängert wurde. Auch in den folgenden beiden Spielzeiten wurde Magowan jeweils mit John Laliberté bester Torschütze seines Vereins und leistete somit einen entscheidenden Beitrag, dass die Wolfsburger Grizzlys in der Saison 2010/11 mit Platz 1 nach der Vorrunde sowie dem Erreichen des Play-off-Finals, dass bis dahin erfolgreichste Ergebnis ihrer Geschichte feiern konnten.  Er wurde in seiner Wolfsburger Zeit für Imagekampagnen des Vereins ausgewählt und noch Jahre später erinnerte man sich an seine Durchsetzungsfähigkeit vor dem Tor, welche auch immer mit einer vorderen Platzierung in der Strafbankstatistik verbunden war.
Zur Saison 2011/12 wechselte Magowan zum finanzstärkeren Ligakonkurrenten Adler Mannheim, mit welchem er wieder das Play-off-Finale erreichte, mit 19 Toren in der Hauptrunde hinter Mike Glumac zweitbester Torschütze seinen Teams war und in den Play-offs mit Adam Mitchell und Christoph Ullmann die erfolgreichste Angriffsreihe bildete.  Die folgenden beiden Spielzeiten bei den Adlern waren durch Verletzungen, insbesondere einer Adduktorenverletzung in der Saison 2013/14 geprägt,    wobei sein damaliger Trainer Hans Zach weiterhin an seine Torgefährlichkeit glaubte.
Für die Saison 2014/15 planten trotz laufenden Vertrages die Mannheimer nicht mehr mit ihm, so dass er ein Probetraining beim Ligakonkurrenten Kölner Haie absolvierte. Letztendlich jedoch ging er, nach 299 DEL-Spielen mit der Bilanz von 239 Punkten davon 135 Toren, ab Oktober 2014 für die Löwen Frankfurt aus der DEL2 auf Torejagd, welche ihn für den Langzeitverletzten Kyle Ostrow vorerst bis zum Januar 2015 nachverpflichteten. Obwohl Magowan in 17 Spielen für die Hessen 9 Tore und 8 Assists erzielen konnte, wurde die Option zur Vertragsverlängerung im Januar 2015 von Seiten des Vereins nicht gezogen und stattdessen mit David Hajek ein Verteidiger neu verpflichtet.  Im Februar 2015 wurde Magowan von den Vienna Capitals aus der höchsten österreichischen Eishockeyliga für den nach Nordamerika zurückkehrenden Nicolas Deschamps bis zum Saisonende nachverpflichtet, wobei er mit dem Hauptstadtverein bis ins Play-off-Finale einziehen konnte.
Für die folgende Spielzeit 2015/16  hielt er sich bei den Löwen Frankfurt fit, bis ihn die ebenfalls in der DEL2 spielenden Lausitzer Füchse in einer sportlichen Krise im Dezember 2015 mit einem 4-wöchigen Probevertrag ausstatteten, welcher nach einer Bilanz von 10 Punkten davon 5 Tore in 11 Spielen bis zum Saisonende verlängert wurde.

## Erfolge und Auszeichnungen
- 1999 Royal Bank Cup
- 2005 Teilnahme am ECHL All-Star Game
- 2007 Teilnahme am ECHL All-Star Game
- 2009 DEL-Torschützenkönig

## Statistik
(Stand: Ende der Saison 2015/16)